# ایسن کاپل فلاخ
ایسن کاپل فلاخ (به آلمانی: Eisenkappel-Vellach) یک منطقهٔ مسکونی در اتریش است که در ناحیه ولکرمارکت واقع شده‌است. ایسن کاپل فلاخ ۲٬۴۲۸ نفر جمعیت دارد.